# ART112

Entre une banque et un pôle emploi, réflexion sur capitalisme et revenu de base, Angoulême, juillet 2015.

ART112, fondé en Poitou-Charentes en 1983, est un collectif de quatre plasticiens activistes, « artistoïdes anonymes » qui réalise des œuvres éphémères dans l'espace urbain, sans détérioration et sans autorisation, le plus souvent par des installations, des happenings ou des sculptures abandonnées sur place,.

## Origines
Le collectif est issu de la rencontre de trois lycéens à Cognac. De 1979 à 1983, le groupe, informel et anonyme, édite un journal, Antiphrase, puis se réoriente vers des happenings de rue.
En février 1984, il se déclare comme association de 1901, avec comme objet la « sauvegarde du délire, de l'antigrisaille » dans le but de commettre « des actes stupides et superflus ». Il se définit comme un « groupe d’action, mais aussi d’opinion » d'« artistoïdes » plasticiens.
Refusant toute étiquette et toute appartenance, indépendant des contraintes techniques ou financières, le collectif dit vouloir tester « jusqu’où peut-on aller », en vérifiant si les interdits ont du sens. Ce qui est important, ce n'est pas l’œuvre en elle-même, mais le geste libertaire et les réactions qu'il suscite : « Une façon de crier pendant qu’il est encore temps pour que la parole reste libre ».

## Démarche
Par ses détournements du mobilier urbain et ses installations provisoires, justes assorties d'un titre thématique, ce qu'il appelle des « attentats à l’humeur publique »,, le collectif affiche comme objectif de « faire réagir les passants en les poussant à la réflexion » et de recourir à l'art pour, « à la limite de la légalité et du politiquement correct », dénoncer la violence du monde. Il revendique son autonomie, en refusant toute subvention, tout don ou toute forme de récupération commerciale. Les photos de leurs happenings sont assorties d'une licence libre.
La première installation provisoire, Mort-nés a lieu en 1984, à l’occasion du Festival du film policier de Cognac. Ils dessinent 22 cadavres à la craie sur le sol, et invitent (sans succès) le ministre de l’Intérieur Gaston Defferre. Le collectif met fin à l'association officielle en 1997, et continue ses installations, effectuées de nuit ou masqués sous uniforme les rendant reconnaissables en tant que groupe bien qu'individuellement anonymes, et sans autorisations préalables. Les prises de décisions se font au consensus.
Sous l'intitulé « Les cellulaires », ART112 expose, en 1997 à la Galerie Zographia de Bordeaux, un parcours narratif et symbolique où le spectateur découvre des panneaux évoquant la liberté, la mort, l'enfermement. En juin 2004, au cinéma Utopia de la même ville, le collectif installe ses « Attentats à l’humeur publique », une « expo détonante » selon le journal Sud Ouest.
« Nous ne sommes pas un groupe anarchiste, utopiste, éducateur ou professionnel de la politique. Nous nous contentons de déposer des actes sur la voie publique. Si le thème de l'anarchie était abordé, cela serait sous un angle philosophique. »

## Quelques actions

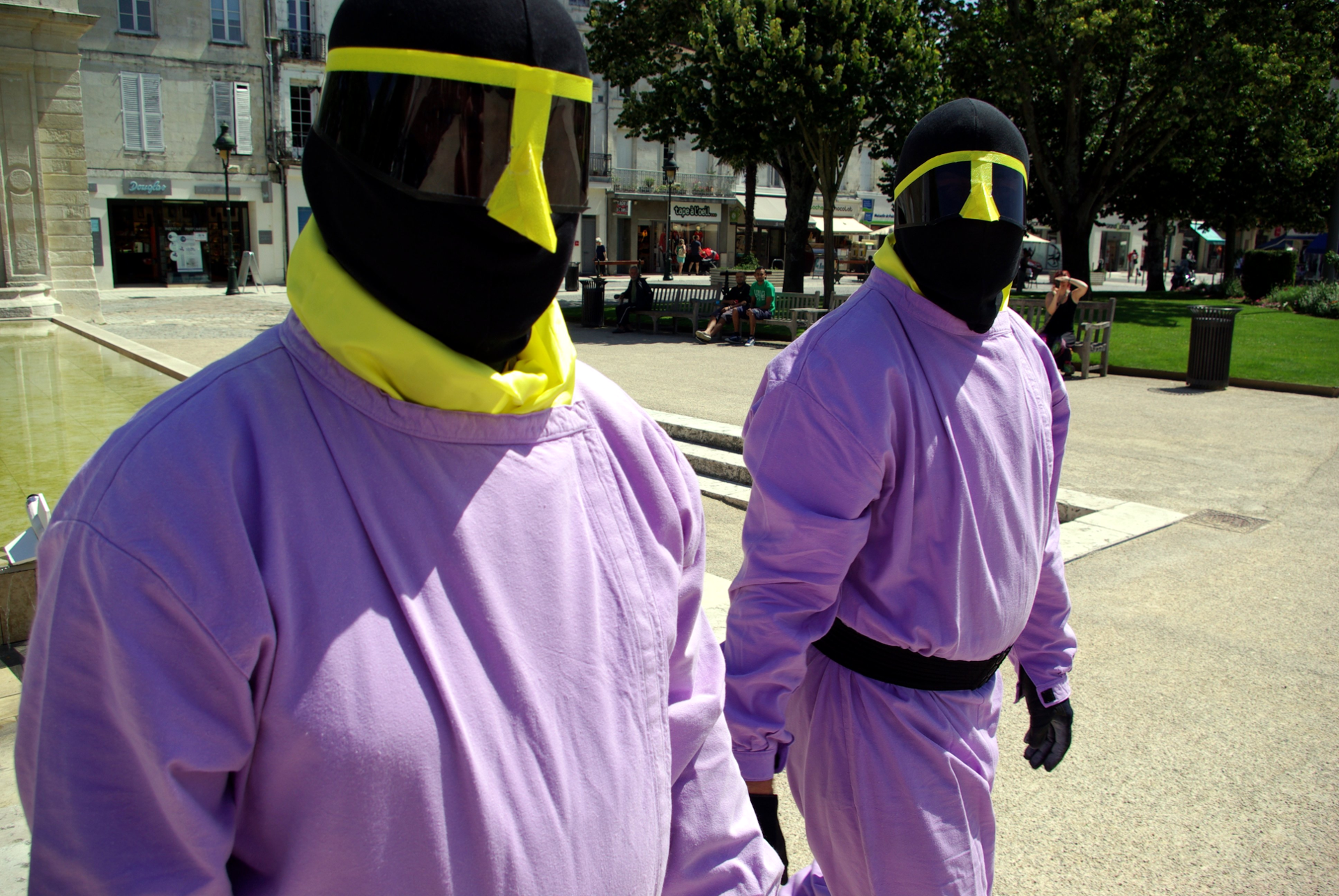
Deux membres du groupe Art112 à Rochefort (Charente-Maritime) en août 2014.

En une trentaine d'années, ce collectif a produit une centaine (112) d'installations provisoires, « de Cognac à Poitiers, de Bordeaux à Ronce-les-Bains, de Paris à Angers ». Parmi celles-ci :
- 18 mai 1985, une valise est scotchée à hauteur d’homme sur un poteau dans le centre-ville de Toulouse, ce qui provoque l'évacuation du quartier, l'intervention d'un artificier et vaut aux auteurs une convocation au commissariat de police pour s'expliquer[7].

- 20 septembre 1987, « Ouverture de la chasse », un drapeau Kanak flotte sur un village d'irréductibles en Grande Champagne[20].

- 31 octobre 1987, veille de la Toussaint, installation de peintures devant le cénotaphe de Francisco de Goya à Bordeaux[21].

- 30 mars 1989, les colonnes de Buren à Paris sont surmontées de mines de crayons et rebaptisées « champs de mines ».

- 17 décembre 1994, dans les ruines du massacre d'Oradour-sur-Glane, dépôt de roses artificielles dédiées aux victimes : « une minute de silence, 60 secondes, 60 roses »[7].

- 3 juin 2003, une sculpture géante appelle à la grève générale à La Rochelle lors d'une manifestation syndicale[22],[23].

- 8 janvier 2006, des silhouettes de couleurs sont alignées face à la gare de Limoges : « Noir : charter. Maghrébin : Karsher. Jaune : par cher. Blanc : se taire »[24].

- 7 mars 2006 à Saintes, représentation d'un pan du mur de la barrière de séparation israélienne[2].

- 23 décembre 2006, « Silence, consomme ! » affirme un panneau géant à l'entrée de Jarnac, dénonçant la publicité et la consommation à outrance[15].

- 8 juillet 2009 à Bordeaux, « Salauds de pauvres », une manière de dénoncer la disparition de la classe ouvrière : des bleus de travail sont alignés sur une corde à linge devant le lion de la Place Stalingrad[25].

- 17 décembre 2011 à Bordeaux, un gigantesque trousseau de clés est déposé Place du Parlement, symbolisant les portes verrouillées pour les sans-papiers dans les centres de rétention administrative[26],[27].

- 9 avril 2012, érection d'un podium aux religions devant le calvaire de Thouars[28]. Le « podium », qui est orné des symboles des trois grands monothéismes, fait l'objet sur le site du collectif de l'explication suivante : « Le podium, 9 avril 2012, Thouars. Calvaire. Sur un podium, l'intelligence n'a marqué qu'une seule fois un poing. En 1968 ! Sinon, chaque marche montée est une descente. Mort aux idoles, poil au culte ! », par allusion aux revendications de Tommie Smith et John Carlos lors des jeux olympiques d'été de 1968 de Mexico. Il est confisqué par la mairie, qui, en l'absence d'informations sur les auteurs et leurs intentions, indique être ouvert à la discussion mais ne pas souhaiter « laisser libre cours à d'éventuelles provocations »[18].

- En août 2014, à Cognac, Saintes et Rochefort, des missiles sont exposés en marge de la journée internationale pour l'abolition des armes nucléaires et contre la prolifération nucléaire[21],[29].

## Publications
- Brenn[30], C-sqi, Les artistoïdes, Éditions Ag2sap, 2012,  (ISBN 9782954169903), (OCLC 816549674).
- Del C-sqi[31], 112 attentats à l’humeur publique - Chronologie de l'activité du groupe Art112 de 1983 à 2013, Éditions Ag2sap, Cognac, 2015,  (ISBN 978-2-9541699-2-7), (OCLC 910895457).

## Sources
- Sud Ouest, La Nouvelle République du Centre-Ouest, Le Berry républicain, Charente libre, Le Populaire du Centre, Le Monde libertaire.
- André Bernard, Art112 - Plasticiens de l’instant, Réfractions, n°28, printemps 2012, pp. 143-159.

## Iconographie
- Rond-point à Rochefort, sculpture héphémère qui symbolise le « 1 % culturel » (mars 2010).